# Rhynchospiza dabbenei
El chingolo coronicastaño de la yunga, cachilo de corona castaña de la yunga o aimofila jujeña (Rhynchospiza dabbenei) es una especie de ave del género Rhynchospiza, el cual está ubicado en la familia de los paserélidos. Habita en bosques montanos abiertos y pastizales próximos a selvas de montaña en el centro-norte del Cono Sur de Sudamérica.

## Taxonomía
Descripción original
Esta especie fue descrita, originalmente como una subespecie, en 1912, por el naturalista y ornitólogo austríaco Carl Eduard Hellmayr, con el nombre científico de Zonotrichia strigiceps dabbenei.
Localidad tipo
La localidad tipo referida es: “Tapia, departamento Trancas, Tucumán, Argentina”.
Etimología
Etimológicamente el término genérico Rhynchospiza se construye con palabras en el idioma griego, en donde: rhunkhos significa ‘pico’ y spiza es el nombre para el ‘pinzón’. El epíteto específico dabbenei es un epónimo que refiere al apellido de la persona a quien fue dedicada, el ornitólogo, ítalo-argentino Roberto Dabbene. 

## Historia taxonómica
Tradicionalmente este taxón fue tratado como una subespecie de Rhynchospiza strigiceps, especie descrita en 1839 por John Gould.
En 2019 los especialistas Juan I. Areta, Emiliano A. Depino, Sergio A. Salvador, Steven W. Cardiff, Kevin Epperly, e Ingrid Holzmann estudiaron las relaciones entre las entidades que eran incluidas en el género Rhynchospiza, comprobando que el mismo se componía de tres taxones de plumaje similar asignables todos a un nivel de especie, cada uno de ellos restringido a una región biogeográfica, siendo separables tanto por la información molecular como por los rasgos de sus vocalizaciones y la coloración de su plumaje facial. Los análisis filogenéticos moleculares (gen NADH deshidrogenasa 2 [ND2]) revelaron que R. stolzmanni diverge en un 11,5 % de un clado (del cual es su especie hermana) que integran R. strigiceps y R. dabbenei, los que con una modesta divergencia entre sí de 1,6 % permiten concluir que su separación es mucho más reciente. De esta manera, sobre la base de evidencia morfológica, genética, biogeográfica y vocal, propusieron que las 2 subespecies de Rhynchospiza strigiceps sean tratadas como especies separadas.

## Caracterización
Rhynchospiza dabbenei es un pájaro más oscuro y de mayor longitud y peso respecto a R. strigiceps, sus vocalizaciones consisten en una serie de chirriantes notas simples. El patrón cromático de su plumaje exhibe una extendida área loreal negra y estrechas franjas castaño oscuro en la corona con el centro gris-oscuro ausente o reducido a pocas plumas.

## Distribución y hábitat
Esta especie es un residente durante todo el año en bosques húmedos abiertos y pastizales relacionados con la ecorregión de las yungas australes, en zonas de montaña hasta altitudes de 3000 m s. n. m., en el extremo sur de Bolivia y en el noroeste de la Argentina, en las provincias de: Jujuy, Salta, Tucumán y Catamarca.
R. dabbenei tienden a tener una distribución en la época reproductiva mayormente alopátrica, estando el uso de hábitat en las áreas próximas segregado altitudinalmente respecto al de R. strigiceps, una especie característica de los ecosistemas occidental y serrano de la región chaqueña.